# All for Her
All for Her è un cortometraggio muto del 1912 diretto da Herbert Brenon. Esordio come regista per Brenon, sceneggiatore e interprete del film. Tra gli altri attori, Gladys Egan, famosa attrice-bambina che qui aveva 7 anni.

## Produzione
Il film fu prodotto da Carl Laemmle per l'Independent Moving Pictures Co. of America (IMP).

## Distribuzione
Il film uscì nelle sale cinematografiche statunitensi il 2 maggio 1912, distribuito dalla Motion Picture Distributors and Sales Company.